# Gregory Simons
Gregory Simons, född 6 februari 1958, är en friidrottare från Bermuda. Han deltog vid olympiska sommarspelen 1976 och olympiska sommarspelen 1984.